# Rebekka Lotman
Rebekka Lotman (* 23. April 1978) ist eine estnische Literaturwissenschaftlerin.

## Leben
Rebekka Lotman studierte von 1997 bis 2009 an der Universität Tallinn Kulturwissenschaft und legte dort ihre Bachelor- (2004) und Magister-Titel (2009) ab. Anschließend belegte sie den Doktorstudiengang an der Universität Tartu, wo sie 2019 mit einer Arbeit zum estnischen Sonett zum Doktor phil. promoviert wurde. Parallel zum Studium war sie als Kulturjournalistin aktiv, seit 2011 arbeitet sie beim Tallinner Universitätsverlag, von 2014 bis 2023 war sie dessen Chefredakteurin. Seit 2023 ist sie an der Universität Tallinn Mitinhaberin der Professur für Weltliteratur.
Rebekka Lotman ist die Tochter der estnischen Historikerin Piret Lotman und des estnischen Literaturwissenschaftlers und Politikers Mihhail Lotman sowie die Schwester der estnischen Altphilologin Maria-Kristiina Lotman. Der Literaturwissenschaftler und Semiotiker Juri Lotman war ihr Großvater.

## Wissenschaftliches Werk
Lotman beschäftigt sich in ihrer Forschung hauptsächlich mit der estnischen Lyrik und hat beispielsweise allein für ihre Doktorarbeit 6.700 estnischsprachige Gedichtbände als Quellen herangezogen. Neben Arbeiten zur allgemeinen Verslehre hat sie Untersuchungen zu zahlreichen Autorinnen und Autoren vorgelegt. Ferner ist sie als Übersetzerin aus dem Englischen aktiv.

## Auszeichnungen
- 2022 Jahrespreis der Zeitschrift Keel ja Kirjandus (gemeinsam mit Maria-Kristiina Lotman)

## Werke (Auswahl)
- Indrek Hirve maailma teljed: Ühe luulekogu temaatiline analüüs, in: Looming 6/2007, S. 905–912.
- Bernard Kangro sonetipoeetika, in: Keel ja Kirjandus 2/2011, S. 81–95.
- Kas Jakob Liiv kirjutas esimesed eestikeelsed sonetid?, in: Keel ja Kirjandus 6/2012, S. 401–417.
- Naise eneseteadvuse ja iha sünd sonetis. Marie Under ja Edna St. Vincent Millay, in: Keel ja Kirjandus 6/2015, S. 385–402; 7/2015, S. 483–496.
- Eesti sonett. Tartu Ülikooli Kirjastus, Tartu 2019, ISBN 978-9949-03-013-2, 461 S.
- (gemeinsam mit Maria-Kristiina Lotman:) Jaan Bergmanni pilaeepos „Jaaniida“: tekst, kontekst ja intertekst, in: Methis 26 (2020), S. 285–293.
- (gemeinsam mit Maria-Kristiina Lotman): Noore Jaan Bergmanni poeetika. Luulekunst kui lõbu ja õpetus, in: Keel ja Kirjandus 1–2/2021, S. 83–105.
- (gemeinsam mit Maria-Kristiina Lotman und Mihhail Lotman:) Häälikuinstrumentatsioon Artur Alliksaare luules, in: Keel ja Kirjandus 10/2023, S. 969–986.